# Liste der Bürgermeister von Unterschleißheim
Überblick über die Bürgermeister der oberbayerischen Stadt Unterschleißheim
| Bürgermeister | Bürgermeister    | Amtszeit      |
| ------------- | ---------------- | ------------- |
|               | Jakob Ullmann    | –1860         |
|               | Mathias Seibolt  | 1861–1863     |
|               | Jakob Ecker      | 1864–1866     |
|               | Corbinian Haidtl | 1867–1875     |
|               | Georg Franz      | 1876–1887     |
|               | Peter Selch      | 1888–1893     |
|               | Peter Schuster   | 1894–1919     |
|               | Andreas Danzer   | 1919–1933     |
|               | Josef Schuster   | 1933–1944     |
|               | Benno Wallner    | 1944–1945     |
|               | Johann Schmid    | 1945–1963     |
|               | Johann Schmuck   | 1963–1968     |
|               | Johann Bayer     | 1968–         |
|               | Wolfram Stronk   | –1989 (komm.) |
|               | Rolf Zeitler     | 1989–2013     |
|               | Christoph Böck   | seit 2013     |